# Karol Pomianowski
Karol Pomianowski (ur. 29 września 1874 we Lwowie, zm. 2 lipca 1948 w Rabce) – polski profesor hydrotechniki, inicjator budowy zapory na Dunajcu w Rożnowie, pierwszy dziekan Wydziału Inżynierii Lądowej na polskiej Politechnice Gdańskiej.

## Lata nauki
Po ukończeniu II Gimnazjum Klasycznego we Lwowie, w 1894 rozpoczął studia na Wydziale Inżynierii w Szkole Politechnicznej we Lwowie, gdzie 7 marca 1900 uzyskał dyplom inżyniera drogowego. W 1912 uzyskał stopień doktora nauk technicznych, a w 1917 profesora nadzwyczajnego.

## Działalność naukowa
Od 1901 był asystentem, a od 1914 profesorem Szkoły Politechnicznej we Lwowie (późniejszej Politechniki Lwowskiej), od 1918 Politechniki Warszawskiej, od 1945 Politechniki Gdańskiej, gdzie zorganizował od podstaw i był pierwszym dziekanem w latach 1945–1947 Wydziału Inżynierii Lądowej. Od 1901 należał do Towarzystwa Politechnicznego we Lwowie, był członkiem Akademii Nauk Technicznych (od 1923) i Towarzystwa Naukowego Warszawskiego (od 1936). Autor pracy z zakresu kanalizacji rzek, m.in. Dunajca, Wisły, Sanu, hydroenergetyki i hydrologii, m.in. autor książek pt. Zbiorniki i zapory (cz. 1–2 1934–37) oraz Zakłady o sile wodnej (1935).

## Działalność inżynieryjna
W czasie studiów okresowo pracował przy budowie linii kolejowych Kołomyja-Zaleszczyki i Przeworsk-Bachórz, a po uzyskaniu absolutorium w 1898 przez dwa lata kierował budową odcinka kolei Chabówka-Zakopane. Po uzyskaniu dyplomu przez rok pracował w Jaśle jako inżynier drogowy. Zainicjował budowę zapory na Dunajcu w Rożnowie – był autorem pierwszego projektu oraz stałym konsultantem w czasie studiów projektowych i budowy zapory. Autor projektów wodociągów i kanalizacji m.in. dla Warszawy, Gdyni, Łowicza, a także oczyszczalni ścieków. Był stałym rzeczoznawcą w Ministerstwie Robót Publicznych do spraw wodociągowych i kanalizacyjnych, w latach 1928–1939 był członkiem Rady Technicznej ds. morskich przy Ministerstwie Przemysłu i Handlu.
Zmarł w sanatorium w Rabce i został pochowany na miejscowym cmentarzu.

## Ordery i odznaczenia
- Krzyż Komandorski Orderu Odrodzenia Polski (11 listopada 1936)[8]

- Złoty Krzyż Zasługi (11 listopada 1936)[9]

## Upamiętnienie
Imieniem profesora Karola Pomianowskiego nazwano działającą od 2008 Fundację Wydziału Inżynierii Lądowej i Środowiska Politechniki Gdańskiej.